# NPO サトゥールン AL-32
NPO サトゥールン AL-32MはAL-31FとAL-41Fを原型とする超音速用ターボファンエンジンである。
ツポレフTu-444超音速ビジネスジェット機用で、現在開発は中断している。推力は95 kN (21,400 lbf)。

## 関連
- サトゥールン科学製造合同
- Tu-444